# Heidenau (Nordheide)
Heidenau is een gemeente in de Duitse deelstaat Nedersaksen. De gemeente maakt deel uit van de samtgemeinde Tostedt in het Landkreis Harburg. Heidenau telt 2.264 inwoners.

## Indeling van de gemeente
Heidenau bestaat uit zeven Ortsteile, waarvan er zes gehuchten zijn, die soms slechts bestaan uit enkele, verspreid staande boerderijen:
- Heidenau zelf
- Avensermoor, circa 2 km ten westen van Heidenau
- Birkenbüschen, circa 6 km ten zuidwesten van Heidenau
- Everstorfermoor, circa 8 km ten zuidwesten van Heidenau
- Hollinde, circa 3 km ten noorden van Heidenau
- Kallmoor, circa 3 km ten west-noordwesten van Heidenau
- Vaerloh, circa 7 km ten zuiden van Heidenau

## Geografie, infrastructuur
Heidenau is ten westen van de Lüneburger Heide en ten oosten van enkele hoogveengebieden gelegen.
Heidenau ligt aan een spoorlijntje van Station Tostedt naar Station Zeven, waar echter alleen goederentreinen overheen rijden. Station Tostedt wordt wel door passagierstreinen aangedaan.
Twee-en-een-halve kilometer ten noorden van Heidenau bevindt zich afrit 46 van de Autobahn A1.

## Geschiedenis, economie
In 1928 fuseerden de oude boerendorpen Everstorf en Avensen tot de huidige gemeente.
Van 1945 tot 1957 herbergde het dorp een opvangkamp voor vluchtelingen, vrijgelaten dwangarbeiders en krijgsgevangenen, displaced persons uit de Tweede Wereldoorlog en Heimatvertriebene. Een als oorlogskerkhof ingericht gedeelte van de begraafplaats van Heidenau omvat de graven van 81 personen, onder wie 35 kinderen. Velen van hen waren afkomstig uit Oekraïne. In dit kamp was de hygiëne gebrekkig, zodat veel mensen er stierven aan besmettelijke ziekten.
Hoewel in Heidenau het toerisme van belang is (er is o.a. een groot vakantiecentrum met zwembad gevestigd, ten westen van het dorp), zijn er nog relatief veel actieve boerenbedrijven. Ook zijn verscheidene inwoners van de gemeente woonforensen met een baan in of nabij de stad Hamburg. Tussen Heidenau en de A1 ligt een klein bedrijventerrein, waar één logistiek bedrijf van enige omvang gevestigd is (DSV).

## Afbeeldingen

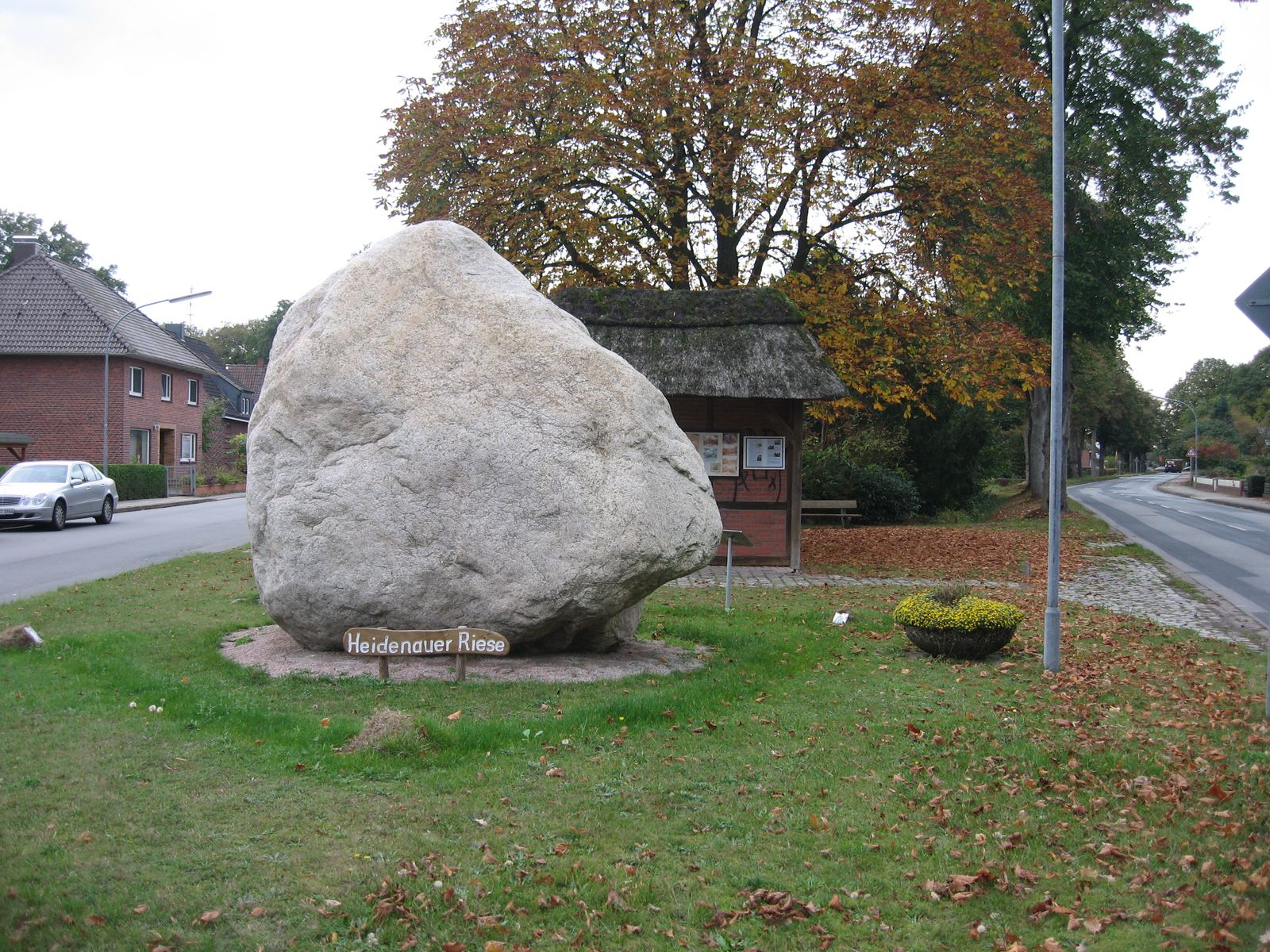
Zwerfsteen Heidenauer Riese
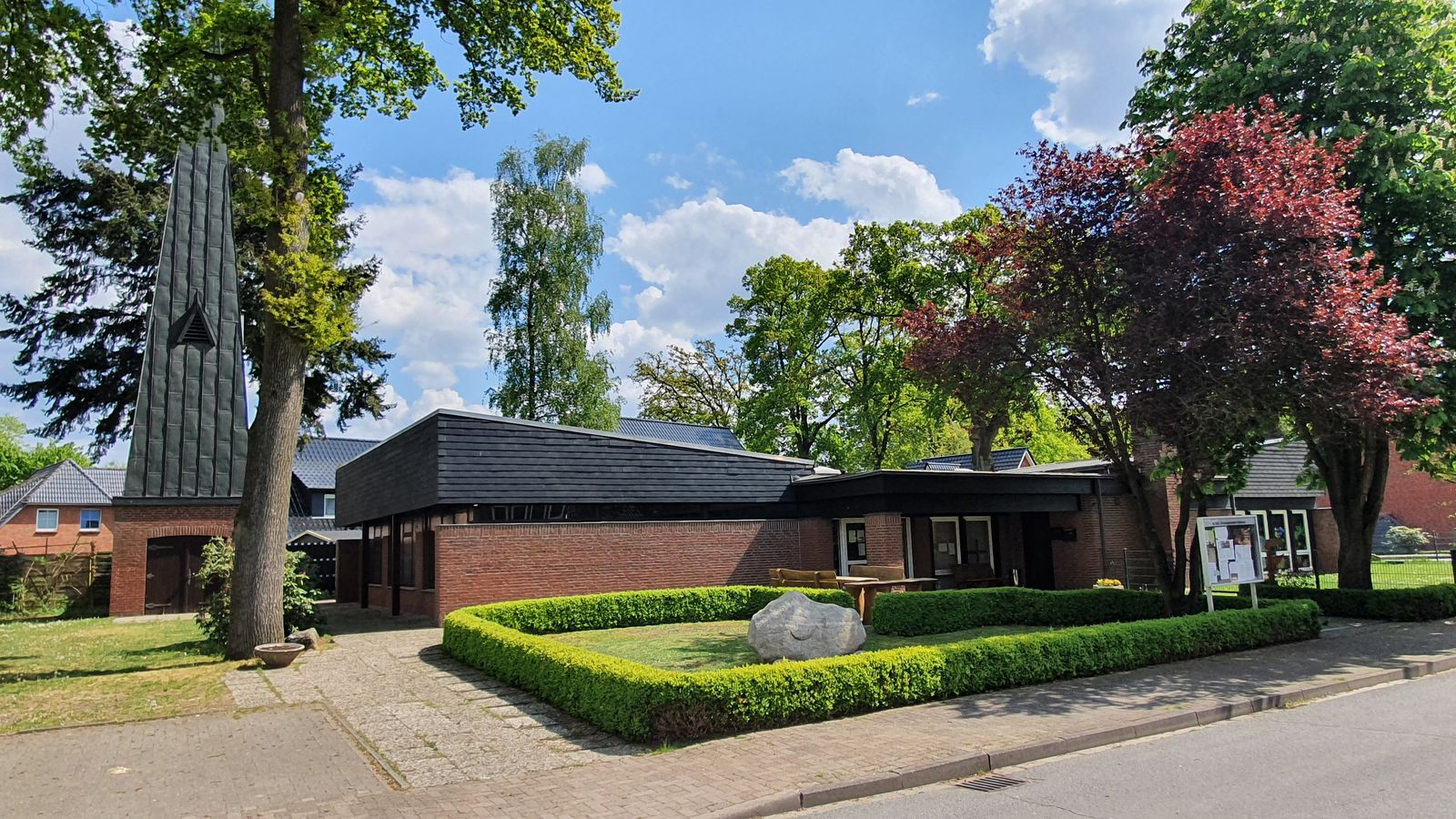
Evang.-lutherse Maria-Magdalenakerk, Heidenau